# Hoboconcert (R. Strauss)
Het Hoboconcert van Richard Strauss is een doorgecomponeerd vierdelig werk van circa 25 minuten uit 1945 voor hobo en klein orkest.
Het werk staat in de toonsoort D-majeur, en is opgedragen aan Strauss' vriend Volkmar Andreae en het Tonhalle Orchester Zürich. Het verscheen in 1947 in druk bij Hawkes & Son te Londen.

## Ontstaan
Strauss kreeg de vraag een hoboconcert te componeren van de Amerikaanse militair en hoboïst John de Lancie, die als burger speelde in een Pittsburghs orkest, en die Strauss bij hem thuis had bezocht toen hij vlak na de Tweede Wereldoorlog in Duitsland was gelegerd. Strauss had op een vraag of hij al een hoboconcert had geschreven geantwoord, dat dat niet het geval was. Echter in de maanden na het bezoek van De Lancie begon Strauss aan het concert. De première vond plaats in Zürich op 26 februari 1946, met hoboïst Marcel Saillet als solist en het Tonhalle Orkest Zürich onder leiding van Volkmar Andreae.

## Delen
Het werk is een doorgecomponeerd geheel. Men kan het in drie of vier te onderscheiden secties verdelen, waarbij soms uitgegaan wordt van drie delen door de laatste delen 3 en 4 (Vivace en Allegro) samen te beschouwen als een enkel deel.
1. Allegro Moderato - (4/4 maat, D majeur)
De celli openen met een viertonig motief (de tonen d-e-d-e), dat zich het hele stuk door op diverse hoogten en plekken herhaalt, en dat de kiem vormt van het hele werk. In maat 3 opent de hobo reeds met zijn solo. Het thema ontspint zich in diverse spanningsbogen, waarbij het thema een klassieke indruk maakt. De begeleidende orkestratie is dun en het werk blijft daardoor transparant. Het geheel heeft een zeer tonaal karakter, en straalt optimisme uit. De hobosolo wordt enkele malen onderbroken door orkestrale tussenspelen. De thematiek van het eerste deel (er zijn in essentie drie hoofdthema's te onderscheiden) komt in de volgende delen steeds in andere ritmische gedaanten terug. Het eerste deel eindigt wederom met de vier cellonoten, en moduleert van D naar Bes majeur, waarbij deel 1 naadloos overgaat in deel 2.
2. Andante - (3/4 maat, Bes majeur)
Een cantabile stuk, met elementen uit deel 1. Het is in essentie een orkestlied, waarin de hobo de rol van zangsolist vervult. Het einde van dit deel wordt gemarkeerd door een recitatiefachtige passage, waarin de hobo soleert. Het recitatief leidt dit deel naadloos over in deel 3.
3. Vivace - (2/4 maat, D majeur)
Hier treedt een Scherzo op. De hobo hergebruikt materiaal, de begeleiding is huppelend lichtvoetig. De thema's uit deel 1 keren terug, en worden doorgewerkt. Dit deel eindigt weer met een hobocadens en gaat na een spannende fermate over in het slotdeel, dat een afsluitend coda-karakter heeft.
4. Allegro - (6/8 maat, D majeur)
Het karakter van dit deel is dansant: een Siciliano, licht wiegend, Weens, gracieus en vrolijk. In de begeleiding komen de vier cellonootjes in allerhande polyfonie terug.

## Bezetting
- hobo (solist)
- 2 dwarsfluiten, althobo, 2 klarinetten, 2 fagotten;
- 2 hoorns;
- violen, altviolen, celli, contrabassen.

## Opnamen
(hobo, dirigent, orkest, datum)
- Bjorne Carl Nielsen, Michael Schønwandt, Copenhagen Collegium Musicum, (?)
- Lothar Koch, Herbert von Karajan, Berliner Philharmoniker, (1974)
- Neil Black, Daniel Barenboim, English Chamber Orchestra, (1976)
- Heinz Holliger, Michael Gielen, Cincinnati Symphony Orchestra, (1983)
- Lajos Lencsés, Neville Marriner, Radio-Sinfonieorchester Stuttgart, (1988)
- Alf Nilsson, Neeme Järvi, Stockholm Sinfonietta, (1989)
- HansJorg Schellenberger, James Levine, Berliner Philharmoniker, (1989)
- John de Lancie, Max Wilcox, Philadelphia Chamber Society Orchestra, (1991)
- Gordon Hunt, Vladimir Ashkenazy, Rundfunk-Sinfonieorchester Berlin, (1999)
- Humbert Lucarelliv, Donald Spieth, Lehigh Valley Chamber Orchestra, (1995)
- Alex Klein, Daniel Barenboim, Chicago Symphony Orchestra, (1998)
- Albrecht Mayer, Daniel Stabrawa, Capella Bydgostiensis, (?)
- Manfred Clement, Rudolf Kempe, Staatskapelle Dresden, (1975)
- Peter Cooper, Neville Marriner, Academy of St. Martin in the Fields, (2001)
- Simon Fuchs, David Zinman, Tonhalle Orchester Zürich, (2002)
- Douglas Boyd, Paavo Berglund, Chamber Orchestra of Europe, (2002)
- Jonathan Small, Gerard Schwarz, Royal Liverpool Philharmonic Orchestra, (2005)
- Thomas Indermuhle, Claude Schnitzler, Brittany Symphony Orchestra (2007)

## Trivia
- Het werk draagt geen opusnummer en is een van de laatste werken die Strauss schreef.[4] De optimistische toonzetting en lichte orkestratie geven het geheel een frisse, positieve uitstraling, waarin Strauss zijn blijheid lijkt te uiten over de beëindiging van de Tweede Wereldoorlog.
- Strauss grijpt in het werk terug op zeer tonale en klassieke (en vroegromantische) compositietechnieken.
- In het eerste deel komt[5] een citaat terug uit het 2e Hoornconcert van Strauss, dat hij schreef voor zijn vader Franz Strauss, die hoornist was.